# Задужбина Петар Мандић
Задужбина Петар Мандић је институција са седиштем у Београду, основана 2021. године са циљем неговања успомене на свештеничке претке Николе Тесле и афирмисања вредности у вези са Теслиним ужим породичним кругом.

## Петар Мандић
Задужбина носи име Петра Мандића, првог и дугогодишњег директора нововарошког Дома културе, који је био један од људи који су обележили живот Нове Вароши након Другог светског рата. У питању је доајен културне сцене и предан делатник на пољу образовања овог маленог града подно Златара.
Циљеви Задужбине Петар Мандић везани су за лик и дело другог Петра Мандића, православног свештеника који је био ујак Николе Тесле. Свештеник Петар Мандић – потоњи митрополит дабробосански Николај – био је омиљени Теслин рођак и човек који је Теслу у раној младости заинтересовао за науку, тако што га је упознао са Декартовим списима и математичким методом, који су имали пресудан утицај на његов проналазачки приступ.

## Историјат
Идеја о оснивању Задужбине Петар Мандић потекла је од презвитера Српске православне цркве, Оливера Суботића, аутора монографије Тесла: Духовни лик (целокупан приход од продаје књиге усмерен је ка Задужбини).
Задужбина је званично регистрована 26. априла 2021. године, а суоснивач је био привредник у пензији Видомир Суботић, отац Оливера Суботића, који је за потребе изградње музеја Теслиних предака поклонио једну парцелу земље у селу Радоиња, које се налази у широј регији планине Златар и у близини природног резервата Увац.

## Статут
Статут Задужбине је донет на првој Седници Управног одбора одржаној 14. априла 2021. године, а њиме се утврђује да је Задужбина „недобитна, невладина организација, основана на неодређено време, ради доброчиног остваривања општекорисних циљева утврђених оснивачким актом”.

## Управни одбор
Задужбину у мандату од четири године воде управитељ Владимир Обућина, председник Управног одбора Никола Пурић и једанаест чланова Управног одбора, а њихове обавезе и надлежности су регулисане Статутом.

## Стручни савет
Чланови Стручног савета Задужбине Петар Мандић, чија је улога саветодавна, личности су које представљају стручњаке из својих матичних области, а истовремено су поштоваоци лика и дела Николе Тесле.

## Покровитељи
Организације и институције које су од самог почетка посебно помогле развој Задужбине Петар Мандић су компанија Mak Trade Group из Ресника, предузеће SmartBerry Solutions из Београда, издавачка агенција Бернар из Старих Бановаца, Фондација Лаза Костић из Новог Сада, информатичко-консултантска кућа hoQMee из Новог Сада и архитектонски студио КОД из Чачка.

## Партнери
Задужбина Петар Мандић је отворена за сарадњу са свим личностима, организацијама и институцијама са којима дели исте вредности.
Музеј Николе Тесле у Београду, Теслина научна фондација из Филаделфије и НТЦ систем учења из Новог Сада само су неки од партнера са којима Задужбина успешно сарађује од свог оснивања.

## Циљеви

### Родитељство
Афирмација родитељства је један од кључних сегмената рада Задужбине Петар Мандић. Организовање предавања и семинара у оквиру школа родитељства, залагање за увођење школског предмета Родитељство, подржавање вишедетних породица, као и стипендирање даровитих студената који су у тешкој породичној ситуацији, начини су на које Задужбина афирмише родитељство.

### Стипендије и награде
Стипендирање студената техничких и других наука важна је активност Задужбине Петар Мандић. Овакав вид стипендирања представља посредни знак сећања на свештеника Петра Мандића, ујака Николе Тесле, који је стипендирао свог сестрића у време када је остао без оца Милутина.
Такође, Задужбина је од 2023. године установила награду Професор Боривоје Јелић, која се додељује литерарно даровитим ученицима Средње школе у Новој Вароши.

### Музеј
Изградња етно-музејског комплекса у селу Радоиња надомак Нове Вароши представља главни оперативни циљ Задужбине Петар Мандић. Музеј би био подигнут у славу Божију, а у част Теслиних свештеничких предака из фамилијâ Тесла, Мандић, Калинић и Будисављевић, са циљем да се поштоваоци лика и дела Николе Тесле упознају и са утицајем породичног окружења на његов духовни лик, што је тема која је недовољно расветљена.

### Дијалог
Неговање друштвеног дијалога, посебно дијалога религије и науке, један је од кључних циљева Задужбине Петар Мандић. Због тога, у сарадњи са Матицом српском и Институтом за вештачку интелигенцију Србије, Задужбина планира до краја 2023. године да одржи шест предавања на тему вештачке интелигенције.
Прво предавање о вештачкој интелигенцији одржали су др Бранислав Кисачанин и презвитер др Оливер Суботић, док су актери другог предавања били др Иван Танасијевић и протонамесник Драган Поповић.